# Fryderyk Winnykamień
Fryderyk Winnykamień (* 14. Februar 1922 in Biała Podlaska) ist als Überlebender des Warschauer Ghettos ein Zeitzeuge. Nach seiner Emigration in die Vereinigten Staaten anglisierte er seinen Namen zu Frederick Weinstein.

## Familie
Leopold Winnykamień und Isabella geb. Gerszange, die Eltern, stammten aus Warschau. Der Vater hatte Zahnmedizin studiert, die Mutter hatte am Warschauer Russischen Gymnasium das Abitur gemacht. Beide heirateten am 7. März 1919 in Warschau und zogen nach Biała Podlaska, wo Leopold Winnykamień als junger Zahnarzt praktizierte. Weitere Wohnorte waren Międzyrzecz und Łódź. Das Ehepaar hatte drei Kinder:
- Apolonia (genannt Pola) – * 21. Februar 1920 in Warschau;
- Fryderyk – * 14. Februar 1923[1] in Biała Podlaska;
- Ryszarda (genannt Rysia) – * 27. Oktober 1927 in Międzyrzecz.

Die Winnykamieńs waren an die polnische Mehrheitsgesellschaft weitgehend assimiliert, was sich an der Wahl der Vornamen ihrer Kinder zeigt. In Łódź konnte Leopold Winnykamień 1934 seine erste eigene Praxis eröffnen, und hier wohnte die Familie bis zum deutschen Überfall auf Polen und der folgenden Besetzung im Herbst 1939. Fryderyk, 17 Jahre alt, besuchte die Fachoberschule für Mechanik in Łódź (ulica Pomorska 46/48).

## Deutsche Besetzung Polens
Wie viele Einwohner von Łódź flohen die Winnykamieńs bei Kriegsausbruch in Panik aus der Stadt und kehrten kurz darauf wieder zurück. Aber im Spätherbst 1939 zogen sie zu Verwandten nach Warschau. Nach einem Aufenthalt in Otwock nahe Warschau fand die Familie im Herbst 1940 in Gniewoszów, Distrikt Radom, einen vergleichsweise sicheren Wohnort. Apolonia Winnykamień verließ 1941 die Kleinstadt, um in Warschau eine Ausbildung als Krankenschwester zu machen und musste ins Warschauer Ghetto ziehen. Auf der Flucht vor Razzien ließ sich Fryderyk Winnykamień im Juni 1942 mangels Alternativen ebenfalls ins Warschauer Ghetto einschmuggeln. Auch die anderen Familienmitglieder verließen Gniewoszów und tarnten sich als Nichtjuden. Die fünfzehnjährige Ryszarda Winnykamień meldete sich unter falschem Namen als freiwillige Arbeiterin „ins Reich“ und arbeitete in einer Fabrik in Bötzow bei Berlin.

## Im Warschauer Ghetto
Fryderyk Winnykamień war, während er im sogenannten „jüdischen Wohnbezirk“ (Miłastr. 52) lebte, ab dem 1. Juli 1942 als Maschinenschlosser zur Zwangsarbeit im Rüstungsbetrieb Ursus eingeteilt, so dass er täglich zwischen dem Ghetto und der Außenwelt pendelte. Bei der Arbeit ergaben sich häufig Kontakte zu polnischen Kollegen; unter diesen fand die Familie auch die Unterstützer, mit deren Hilfe sie später im Versteck überleben konnte.
Während alle deutschen Besatzer in Winnykamieńs Aufzeichnungen selbstverständlich als Feinde erscheinen, vor denen man sich zu hüten hatte, ist die Darstellung der nichtjüdischen Polen ambivalent. Angesichts einer nachwirkenden antijüdischen Tradition konnten Juden „nie gewiß sein, ob sie es mit hilfreichen, ignoranten oder denunzierenden Polen zu tun hatten.“ Der Verfasser nimmt die verweigerte Solidarität der Mehrheitsgesellschaft als tiefe Kränkung wahr, was in den Aufzeichnungen immer wieder thematisiert wird. Auch über die von den Besatzern installierten Judenräte äußerte sich Winnykamień negativ; sie erscheinen in seinen Aufzeichnungen als „korrupte und auf ihren Vorteil bedachte Bürokraten“ – das Kalkül der Besatzer, den Unmut der jüdischen Bevölkerung auf die eigenen Interessenvertreter zu lenken, war aus seiner Perspektive wohl nicht durchschaubar.
Seit Januar 1943 fürchtete Winnykamień, dass das Ghetto bald liquidiert wurde. Er plante, gemeinsam mit seiner Schwester das Ghetto zu verlassen. Am 7. Februar war er zur Nachtschicht bei Ursus eingeteilt und entfernte sich mit einem Freund, Adek Rozenberg, aus der Kolonne. Von Kriminellen verfolgt und ausgeraubt, irrten sie durch die Stadt. Schließlich fand Winnykamień seine Mutter, die schon im Dezember 1942 eine Wohnung im „arischen“ Teil von Warschau (Ulica Wolska 54) unter falschem Namen gemietet hatte. Sie lebte dort als Marianna Giczińska, eine angeblich alleinstehende katholische Polin.

## Im Kellerversteck
In der Ulica Wolska 54 waren Vater und Sohn nun auf engstem Raum in der Einzimmer-Kellerwohnung der Mutter untergebracht. Hier begann Fryderyk Winnykamień, rückblickend seine Erfahrungen im Warschauer Ghetto aufzuzeichnen. Tinte und Altpapier aus einem Büro besorgte ein polnischer Helfer der Familie aus unbekannter Quelle. Es handelt sich also nicht um Tagebuchaufzeichnungen aus dem Ghetto, sondern um rückblickend, aber relativ zeitnah, im Kellerversteck niedergeschriebene Texte. Fryderyk Winnykamień plante offenbar, mit Hilfe dieser Notizen später einen zusammenhängenden Bericht zu erstellen.
Von ihrem Versteck aus erfuhren die Winnykamieńs vom Aufstand im Warschauer Ghetto. Die Nachricht, dass die Tochter bzw. Schwester Apolonia bei der Niederschlagung des Aufstandes ermordet wurde, führte zu Verzweiflung und Lethargie, so dass Fryderyk Winnykamień wahrscheinlich erst im Herbst 1943 die Kraft fand, quasi als Chronist des zerstörten Ghettos Aufzeichnungen darüber anzufertigen. Mehr oder weniger gleichzeitig führte er auch Tagebuch, diese datierten Aufzeichnungen beginnen mit dem 16. Dezember 1943 und brechen am 2. August 1944 in den Kämpfen des Warschauer Aufstands ab. Die Nachricht von der Landung der Alliierten in der Normandie (6. Juni 1944) bewirkte eine Art Schreibrausch, den Weinstein rückblickend als „outburst“ bezeichnete. Ein Überleben der Familie und ein Ende der NS-Diktatur erschienen nun als Möglichkeit. Das Schreiben hatte eine therapeutische Funktion angesichts von Hunger und erzwungener Untätigkeit, was zu einer Selbstzensur führte: der Verfasser stilisierte sein früheres Ich „draußen“ als aktiv handelnd und optimistisch, um sich an dieser Selbstbeschreibung aufzurichten. Religiöse Thematik oder die Frage eines Anschlusses an irgendwelche Widerstandsgruppen kommen in diesen Aufzeichnungen nicht zu Wort. Alle Energie war auf das Überleben der Familie konzentriert.
Anfang August 1944 gab die Familie das Kellerversteck auf und mischte sich als polnische Zivilisten getarnt unter die Stadtbevölkerung. Da seine Aufzeichnungen die jüdische Identität der Familie enthüllt hätten, war es zu gefährlich, diese mitzunehmen. Mit falschen Papieren wurde Fryderyk Winnykamień von den deutschen Besatzern verhaftet und als vermeintlicher Pole Mieczysław Ambryszewski zur Zwangsarbeit in den Schützengräben des Frontabschnitts Nowy Dwor – Festung Modlin verschickt. Hier wurde er am 16. Januar 1945 von der Roten Armee befreit. Ein halbes Jahr später kehrte Fryderyk Winnykamień noch einmal in das zerstörte Haus zurück und fand seine Aufzeichnungen dort, wo er sie beim Verlassen des Kellerverstecks deponiert hatte.

## Nach Kriegsende
Friedrich Winnykamien verließ Polen im November 1945 wegen der antisemitischen Strömungen im Nachkriegspolen und wurde im Januar 1946 vom Magistrat der Stadt Berlin als Opfer des Faschismus anerkannt. Anfang 1946 arbeitete er in der Verwaltung des Camps für Displaced Persons in Berlin-Düppel (Potsdamer Chaussee 87).
Im Mai 1946 kam Weinstein via Bremerhaven in New York an und begann damit, sich ein neues Leben aufzubauen. Seine Warschauer Aufzeichnungen hatte er zunächst bei einer Freundin in Łódź zurückgelassen. 1946 oder 1947 schickte sie ihm dieses Bündel Unterlagen. Er fand Arbeit als Feinmechaniker, heiratete, gründete eine Familie. Erst als seine Kinder erwachsen waren, holte er die Manuskripte wieder hervor und ließ sie ins Englische übersetzen, damit die Familie, des Polnischen nicht mächtig, sie lesen konnte.
Über Weinsteins Ehefrau Ruth kam der Kontakt mit der Historikerin Barbara Schieb zustande. Frederick Weinstein stimmte zu, eine deutsche Edition der Übersetzung zu erstellen, auch wenn das für ihn bedeutete, sich in Gesprächen mit den Herausgeberinnen immer wieder den traumatisierenden Erinnerungen aus seiner Jugend zu stellen.